# Klaus Seifert (Flüchtling)
Klaus Seifert (* 14. März 1953 in Bibra (Grabfeld); † 4. Mai 1971 in Würzburg) war ein Todesopfer an der innerdeutschen Grenze.

## Leben
Der in seinem Geburtsort Bibra (Grabfeld) lebende Maurer Klaus Seifert flüchtete in der Nacht vom 8. zum 9. April 1971 in der Nähe von Schwickershausen von der DDR in die Bundesrepublik Deutschland. Dabei trat er auf eine Mine, die ihm die Ferse des linken Fußes abriss. Er gelangte trotzdem auf bundesdeutsches Gebiet und blieb dort entkräftet liegen. Zufällig wurde er von einem Jäger gefunden und in das Krankenhaus Mellrichstadt gebracht. Am 15. April wurde er infolge einer Infektion mit Gasbrand in das Luitpold-Krankenhaus Würzburg verlegt, wo er am 4. Mai durch ein Herz-Kreislauf-Versagen als Folge der Gasbrandinfektion starb.
Im Prozess gegen Mitglieder des Nationalen Verteidigungsrates vor dem Landgericht Berlin wurde Heinz Keßler am 16. September 1993 u. a. wegen der Tötung von Klaus Seifert zu siebeneinhalb Jahren Haft verurteilt.

## Belege
- Toralf Rummler, Petra Schäfter: Strafjustiz und DDR-Unrecht Band 2: Gewalttaten an der deutsch-deutschen Grenze